# 3D XPoint

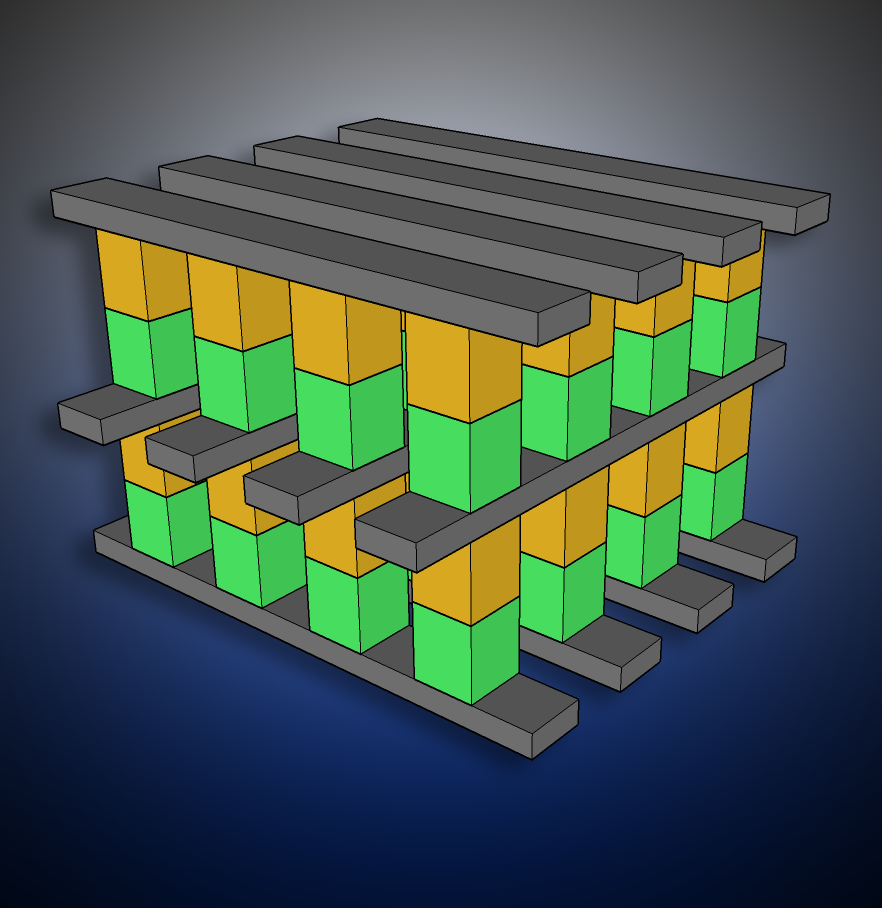
Эскизная схема двухслойной памяти 3D XPoint. На пересечении линий (серый) показаны запоминающие ячейки (зелёный) и селектор (желтый)

3D XPoint (читается «3D crosspoint» — «трёхмерное пересечение») — технология энергонезависимой памяти, анонсированная корпорациями Intel и Micron в июле 2015 года; направление свёрнуто к концу 2022 г.
Накопители компании Intel, использующие данную технологию, выходили под торговой маркой Optane, а устройства Micron предполагалось выпускать под маркой QuantX, впоследствии Micron отказалась от участия в развитии технологии.
У Intel имелось несколько продуктов под брендом Optane: «память Optane», «постоянная память Optane» и «твердотельные накопители Optane», всё это в итоге было объединено под эгидой «бизнес памяти Optane».

## Технология
Разработка технологии началась примерно в 2012 году (ранее Intel и Micron уже занимались совместной разработкой других типов энергонезависимой памяти на фазовых переходах (PRAM, PCM)).
TechInsights сообщает об использовании PCM-памяти на базе  GeSbTe (GST) и селектора на базе As+GST (ovonic threshold switch, OTS); по сообщениям сотрудника компании Micron, архитектура 3D XPoint отличается от предыдущих вариантов реализации PCM-памяти и использует халькогенидные материалы как для селектора, так и для хранения данных в ячейках памяти (такие материалы быстрее и более стабильны, чем традиционные для материалы PCM, например, GST).
В 2015 году отмечалось, что технология «не основана на электронах», а также что используется изменение электрического сопротивления материалов и возможна побитовая адресация.
Отмечалось также некоторое сходство с резистивной памятью произвольного доступа (RRAM), разрабатываемой компанией Crossbar, но использование при этом других физических принципов для хранения информации.
Генеральный директор Intel Брайан Кржанич, отвечая на вопросы о материалах XPoint, уточнил, что переключение основано на «объёмных свойствах материала» (англ. bulk material properties). Также заявлялось, что 3D Xpoint не использует изменение фазового состояния материала или технологии «мемристоров».
Отдельные ячейки памяти в XPoint адресуются при помощи селектора, и для доступа к ним не требуется транзистор (как в технологиях NAND и DRAM), что позволяет уменьшить площадь ячейки и увеличить плотность их размещения на кристалле.
Подробная информация об использованных материалах и физических принципах по состоянию на конец 2016 года не разглашалась. Для записи информации в ячейках памяти используется изменение сопротивления материала. Ячейки, предположительно вместе с неким селектором, расположены на пересечении перпендикулярных линий адресации слов и битов. Технология допускает реализацию с несколькими слоями ячеек.
Устройства на основе памяти 3D XPoint выпускаются для установки в разъёмы для оперативной памяти DDR4 (NVDIMM, non-volatile DIMM) и PCI Express (NVM Express).
По данным СМИ, другие компании не представили рабочих вариантов резистивной памяти или памяти на изменении фазовых состояний, которые бы достигли такого же уровня производительности и надёжности, как XPoint.
Совместимость:  В качестве компонента памяти Optane требует наличия специального набора микросхем и поддержки ЦП. Как обычный твердотельный накопитель, Optane широко совместим с очень широким спектром систем, и его основные требования во многом аналогичны любому другому твердотельному накопителю — возможность подключения к аппаратному обеспечению, операционной системе, BIOS/UEFI и поддержке драйверов для NVMe, а также адекватная поддержка. охлаждение.

## Оценки производительности
В начале 2016 года IM Flash заявила, что первое поколение твердотельных накопителей достигнет 95 тысяч операций ввода-вывода в секунду с задержками порядка 9 микросекунд.
На форуме Intel для разработчиков 2016 года были продемонстрированы PCIe-накопители объёмом 140 ГБ, показавшие двух-трёхкратное улучшение показателей по сравнению с твердотельными накопителями NVMe на NAND.
В середине 2016 года Intel заявляла, что по сравнению с флэш-памятью NAND новая технология имеет в 10 раз меньшие задержки операций, в 3 раза более высокий ресурс по перезаписи, в 4 раза большее количество операций записи в секунду, в 3 раза большее количество операций чтения в секунду, используя при этом около 30 % от энергопотребления флэш-памяти.
В 2017 году Intel представила накопители серии Optane SSD 900P объёмом 280 и 480 ГБ для настольных компьютеров; заявленная скорость последовательного чтения информации достигает 2500 Мбайт/с, скорость последовательной записи — 2000 Мбайт/с.
Независимые тесты первых вышедших NVMe-устройств на 3D XPoint (Intel Optane Memory) на применимость их как блочных устройств на характерных для индивидуальных пользователей нагрузках не продемонстрировали какого-либо заметного преимущества в сравнении с NVMe-накопителями на базе NAND, а с учётом их высокой цены — и конкурентоспособности; с этим связывают фокусировка Intel и Micron на продвижение этого типа памяти на корпоративный, а не потребительский рынок.  Так, компания VMware, разработчик программного обеспечения для виртуализации, ориентировалась, в первую очередь, именно на Intel Optane (напр., в решении Project Capitola, платформах vSphere 7.x и vSAN).

## Производство и внедрение

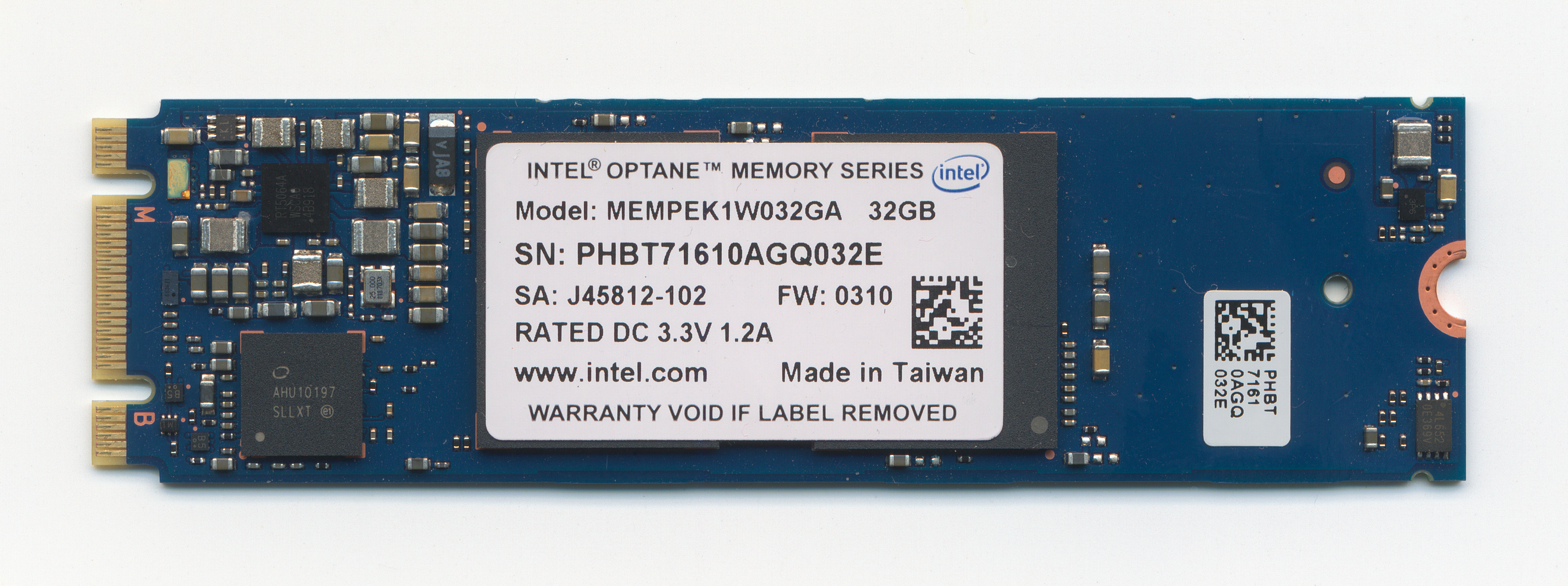
Intel Optane SSD для слота M.2

В 2015 году фабрика IM Flash — совместное предприятие Intel и Micron в Лихае (штат Юта) — изготовила с применением технологии небольшое количество чипов объёмом 128 Гбит, они использовали два слоя ячеек по 64 Гбит каждый. В начале 2016 года генеральный директор IM Flash Ги Блалок озвучил оценку, что массовое производство чипов начнётся не ранее чем через 12—18 месяцев.
В середине 2015 года Intel объявила об использовании бренда «Optane» для продуктов хранения данных на базе технологии 3D XPoint, 
а в марте 2017 года выпущен первый NVMe-накопитель с памятью 3D XPoint — Optane P4800X.
В октябре 2016 года вице-президент подразделения решений для хранения данных Micron заявил, что «3D Xpoint будет примерно в два раза дешевле DRAM, и четыре-пять раз дороже, чем флэш-память NAND» (при равном объёме) (но ниже, чем у DRAM).
27 октября 2017 года Intel представила накопители серии Optane SSD 900P объёмом 280 и 480 ГБ, предназначенные для настольных компьютеров.
Поскольку себестоимость 3D XPoint превышает себестоимость привычной TLC 3D NAND примерно на порядок и, по имеющимся оценкам, производство 1 ГБ подобной памяти обходится как минимум в $0,5, что не позволяет Intel выйти с накопителями на такой памяти на массовый рынок (однако, компания нашла выход, выпуская гибридный потребительский продукт, который построен как совокупность микросхем 3D XPoint и QLC 3D NAND, используя преимущества и тех и других).
Как свидетельствует отчётность, поданная компанией в Комиссию по ценным бумагам и биржам США, в 2020 году это направление принесло Интел убыток в сумме 576 млн долл. 
Весной 2021 года компания Micron продала за 900 млн долл. лихайское предприятие по производству 3D XPoint корпорации Texas Instruments, которая намерена полностью переоборудовать его под производство другой продукции.
Середина 2022 г. — Интел сворачивает бизнес-направление Optane Memory (в свете падения квартальной выручки на 22 % год к году, компания просто не может поддерживать все перспективные технологии, требующие больших инвестиций в R&D).